# 크로스 (축구)

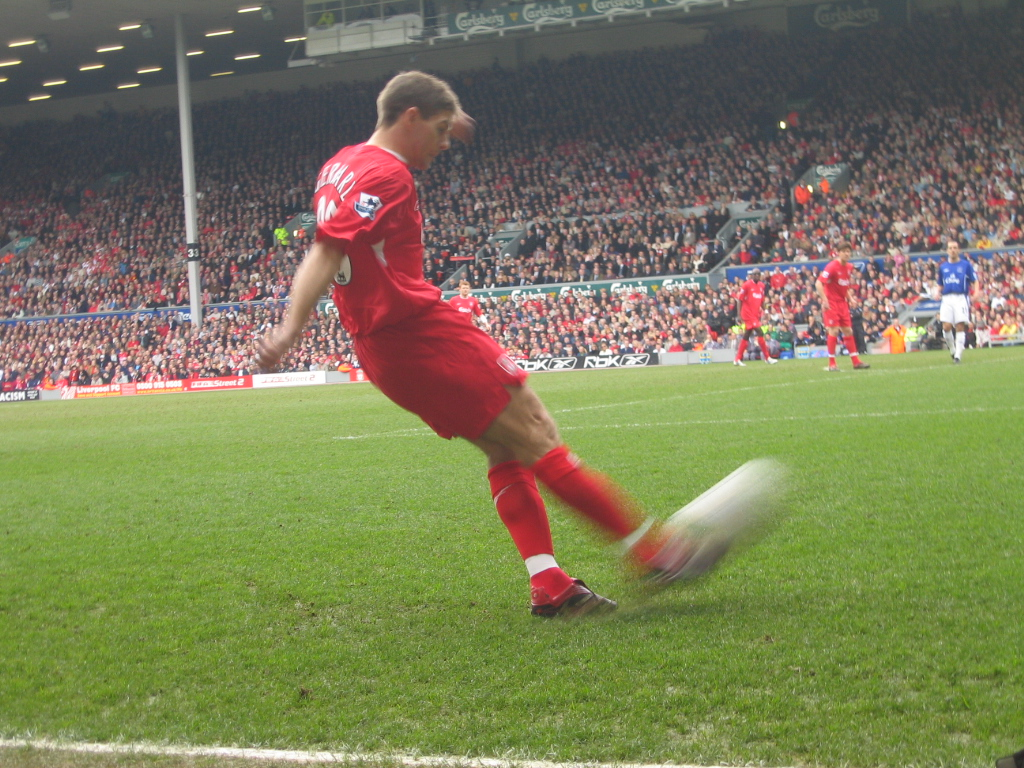
프리미어리그 경기에서 스티븐 제라드가 크로스하고 있다.

크로스(cross)는 축구에서, 필드 반대쪽이나 상대 골대에 가까운 센터 쪽으로 공을 길게 띄워서 패스해주는 것을 말한다.

## 이용
주로 필드 바깥 쪽에 있는 선수(주로 윙어, 윙백, 풀백)들이 페널티 박스 안으로 공을 줘 골 기회를 만든다.

## 같이 보기
- 슛